# Beania erecta
Beania erecta är en mossdjursart som beskrevs av Campbell Easter Waters 1904. Beania erecta ingår i släktet Beania och familjen Beaniidae. Utöver nominatformen finns också underarten B. e. livingstonei.